# Сбролья, Жюль
Жюль Сбролья́ (фр. Jules Sbroglia; 10 июля 1929, Оден-ле-Тиш — 21 апреля 2007, Перпиньян) — французский футболист, тренер и функционер.

## Карьера игрока
Жюль Сбролья начал играть в футбол за любительский клуб «Оден-ле-Тиш» из Лотарингии. После окончания школы он работал наладчиком станков в местной горнодобывающей компании Société minière des Terres rouges. Свой первый профессиональный контракт Сбролья подписал с «Мецом», перед этим дойдя до финала национального кубка на молодёжном уровне. За «Мец» он провёл 16 игр в первом дивизионе в сезоне 1949/50; в двух последующих сезонах он играл только в резервной команде. В 1952 году он перешёл в клуб второго дивизиона «Анже», вместе с которым поднялся в высшую лигу в 1956 году. Через год Сбролья в качестве капитана дошёл с командой до финала национального кубка, в котором «Анже» уступил «Тулузе» со счётом 3:6. В следующем сезоне его клуб занял четвёртое место в высшем дивизионе — лучший результат в карьере Сбролья. Ещё через год журнал France Football признал его лучшим игроком сезона. Хотя Сбролья попал в юниорскую и вторую сборную Франции, он никогда не вызывался в основную команду.
Затем Сбролья выступал за «Олимпик Лион» и «Руан». С 1962 по 1964 год он играл за клуб второго дивизиона «Шербур»; затем он выступал за «Клермон», позже до 1968 года был играющим тренером «Монферрана». За свою 15-летнюю профессиональную карьеру он получил большое количество серьёзных травм: он сломал руку и дважды ломал челюсть, неоднократно вывихивал плечевой сустав, был вынужден залечивать два перелома позвонков и находился в коме в течение трёх дней после тяжёлой черепно-мозговой травмы.

## Тренерская карьера
С 1968 по 1984 год он работал тренером «Монферрана». Он трижды выводил клуб из четвёртого в третий дивизион. Он тренировал Сержа Кьезу, который в итоге стал игроком национальной сборной. Впоследствии Сбролья работал спортивным директором в футбольном клубе «Перпиньян» и параллельно занимался тренерской работой в округе Восточные Пиренеи. В последующее время он также четыре года работал в Кот-д’Ивуаре в качестве работника по оказанию помощи в области спортивного развития.
В его честь посмертно был назван стадион в Перпиньяне. В 2011 году «Монферран» провёл большой футбольный турнир среди мальчиков имени Сброльи.